# Filarco
Filarco (en griego antiguo, Φύλαρχος, Phúlarkhos) fue un historiador griego del siglo III a. C. cuyas obras se han perdido pero son conocidas por las de otros historiadores.

## Vida
De su lugar de nacimiento se cree que pudo ser Atenas, Náucratis o Sición. Ateneo lo llama Filarco de Atenas o de Náucratis. Probablemente nació en Náucratis y luego se trasladó a Atenas, donde pasó la mayor parte de su vida. La fecha también es incierta. Sabemos por Polibio que era contemporáneo de Arato de Sición, que murió en el 213 a. C..

## Influencia
El crédito de Filarco como historiador es vehementemente atacado por Polibio, que lo acusa de falsificar la historia por su preferir a Cleómenes III, rey de Esparta, y odiar a Arato, estratego de la Liga Aquea. Esta acusación es probablemente cierta, pero también puede aplicarse al propio Polibio, que había caído en el error de exagerar los méritos de Arato, despreciando a Cleómenes. La acusación de Polibio, sin embargo, es repetida también por Plutarco.

## Estilo
El estilo de Filarco también es censurado por Polibio, que lo acusa de escribir de manera efectista, buscando excitar los sentimientos de los lectores con narraciones de hechos llenos de horror y violencia; es decir, lo que a veces se ha denominao historia trágica. El cargo parece sostenerse con los fragmentos que han llegado hasta nosotros, pero se puede cuestionar si merece todos los reproches que le dedicó Polibio, ya que la mente antipoética de los grandes historiadores no suele sentir simpatía por escritores como Filarco, que parece haber poseído no pequeñas dosis de fantasía.
Parece que el estilo de Filarco era demasiado ambicioso, oratorio, y quizá declamatorio, pero al mismo tiempo, vivo y atractivo para sus lectores. Era, sin embargo, negligente con la sintaxis, como notó Dionisio de Halicarnaso.

## Obras
- Historias: obra en 28 volúmenes, y el más importante de sus escritos.
- Historia de Antíoco y Eumenes. Se refiere a la guerra entre Antíoco I y Eumenes I.
- Epítome del mito sobre la aparición de Zeus.[7][8]
- Sobre los descubrimientos.
- Digresiones.[9]
- Agrapha.